# Herzlichen Glückwunsch
Herzlichen Glückwunsch ist ein deutscher Fernsehfilm von Berno Kürten aus dem Jahr 2005.

## Handlung
Vera wird 50 Jahre alt. Zu diesem Anlass will sie eine große Geburtstagsfeier geben und hat deshalb jede Menge vorzubereiten. Ihr wäre es zwar auch lieber gewesen mit ihrem Mann eine schöne Flugreise zu machen, aber Werner hat extreme Flugangst. So hält er sich bei den Vorbereitungen der Feier sehr zurück und meditiert lieber. Allerdings rücken so nach und nach ihre drei Kinder an. Während Sohn Philipp als angehender Pilot höchste Wertschätzung erfährt, hat sie für Anna, die „nur“ Hausfrau und Mutter von drei Kindern ist, wenig lobende Worte übrig. Aber auch Tochter Christa sinkt ein wenig in Veras Ansehen, als sie ihren neuen Freund vorstellt: einen Afrikaner! Zu allem eröffnet Christa, dass sie schwanger sei.
Veras großer Tag beginnt sehr harmonisch. Alle helfen bei den letzten Vorbereitungen, aber ansonsten verläuft er dann doch ganz anders, als er eigentlich sollte. Zunächst kommt der Bürgermeister persönlich zum Gratulieren, muss dann aber feststellen, dass er sich auf einen 85. Geburtstag vorbereitet hatte. Dennoch lädt er sich gleich selbst zum Feiern mit ein, was auch sein Plan war, denn er ist nicht gar nicht der Bürgermeister, sondern ein windiger Geschäftsmann. Unter einem Vorwand mogelt er sich in Familienfeiern, filmt dort alles und jeden und will am Ende seine Aufnahmen an die betreffende Familie verkaufen. Inzwischen kommt es in der Küche zum großen Streit zwischen Anna und ihrer Mutter. In der Folge verteilt sich nach einem Missgeschick der gerade gekochte Kaffee auf dem Fußboden. Werner kann Vera ein wenig Mut zusprechen und hält vor allen Gästen eine Lobrede auf seine Ehefrau. Vera ist versöhnt und das Kaffeetrinken kann beginnen. Dazu trifft nicht nur der neue Freund von Philipp ein, sondern es taucht zu allem Übel auch Charly, Veras Ex-Beziehung, auf der Feier auf. Während Vera sich geschmeichelt fühlt, ist Werner von seinem alten Nebenbuhler genervt, der mit seinen abenteuerlichen Geschichten sogleich alle Aufmerksamkeit auf sich zieht. Um wieder selbst in den Fokus zu rücken, will Werner nun sein Geburtstagsgeschenk überreichen, doch Charly ist schneller. Er hat zwei Flugtickets nach Miami für „seine“ Vera und löst damit fast eine Ehekrise aus. Zu allem Überfluss schenkt Veras Tante ihr ihren Hund und in dem ganzen Trubel erleidet Charly einen Kreislaufzusammenbruch. Nachdem er sich verabschiedet und er von seiner Frau nach Hause gebracht wird, kommt Vera endlich dazu Werners Geschenk zu öffnen: Eine kleine Weltkugel. Werner hat für sie beide eine Weltreise gebucht und deshalb seit Wochen mit autogenem Training und anderem „Psychoquatsch“ versucht seine Flugangst wegzutrainieren. Vera ist entzückt und erklärt: Dies sei die schönste Liebeserklärung.

## Hintergrund
Herzlichen Glückwunsch wurde vom 18. August 2003 bis zum 17. September 2003 gedreht. Produziert wurde der Film von der Ziegler Film.

## Kritik
Die Kritiker der Fernsehzeitschrift TV Spielfilm zeigten mit dem Daumen zur Seite und vergaben für Humor und Spannung je einen von drei möglichen Punkten. Sie kommentierten den Film mit den Worten: „Hoffentlich schmeckt wenigstens der Kuchen an diesem Fest der aufgesetzten Belanglosigkeiten.“ und resümierten: „Dick aufgetragen und fernab der Realität“.
Bei Tittelbach.tv stand: Auch wenn diese Komödie „nicht frei von Klischees“ ist, so versprüht sie „geradezu angelsächsischen Humor“. „Es geht um eine Familie, die sich liebt, die sich bekämpft. Diese kleinen Familienfehden, diese Nähe zum Alltag“ machen den Film reizvoll.